# 호찌민 시립 극장
호치민 시립 극장(베트남어: Nhà hát lớn Thành phố Hồ Chí Minh) 또는 사이공 오페라 하우스(프랑스어: Opėra de Saigon)는 베트남 호치민 시에 있는 극장이다. 프랑스령 식민지 양식의 건축물 중 하나이다.
프랑스 건축가 외젠 페레에 의해 오페라 드 사이공 극장(Opėra de Saigon)으로 1897년에 건축되었고, 1956년 이후 남 베트남 공화국 하원 회의장으로 사용되었다. 1975년이 되어서야 다시 극장으로 이용되었고, 1995년에는 원래의 형태로 복원되었다.

## 건축

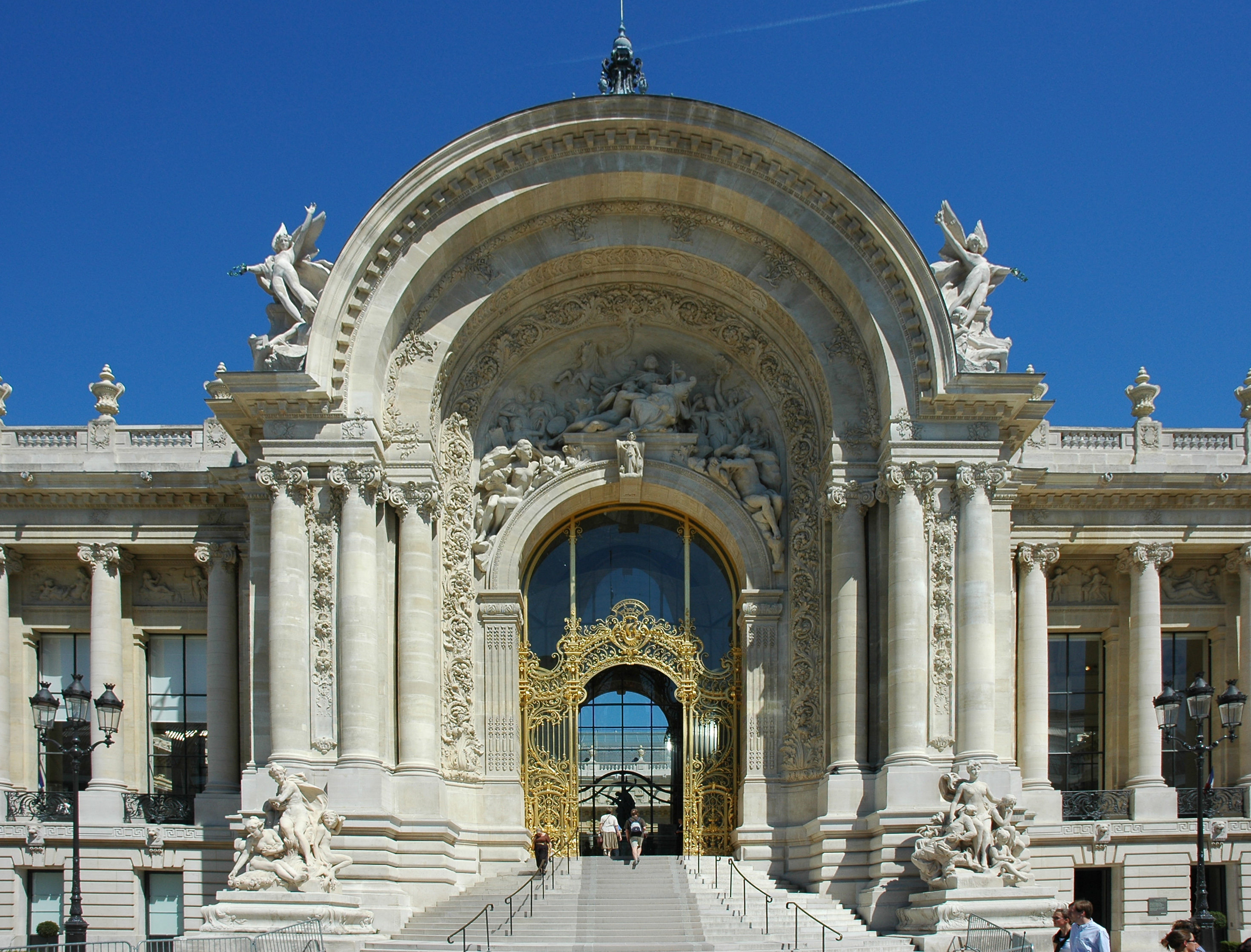
파리 프티 팔레의 파사드

〈호치민 시민 극장〉은 1901년부터 1911년에 걸쳐 건설된 〈하노이 오페라 하우스〉 보다 규모가 작다. 파리에 있는 〈오페라 가르니에〉와 비슷한 800석 규모의 극장으로 지어졌으며, 프랑스 정착민들을 즐겁게 해주는 공간이었다.
건축적 특징은 펠릭스 올리비에(Félix Olivier)의 영향을 많이 받았으며, 에르네스트 기샤르(Ernest Guichard)와 외젠 페레(Eugène Ferret)의 감독 하에 1900년에 완성했다. 프랑스 제3공화국의 영향을 받은 화려한 플랑부아양 양식을 가진 그 외관은 같은 해 프랑스에서 건축된 프티 팔레와 유사하다. 극장 좌석이 있는 메인 층 이외에도 2개의 위층이 있어서 한때 1,800명을 수용할 수 있었다. 비문, 장식, 가구의 디자인은 모두 프랑스에 있는 프랑스 예술가들부터 공수된 것이다.
극장의 외관에 적용된 양식에 따라, 극장의 파사드는 호치민 시청과 같이 플랑부아양 양식의 비문과 부조로 장식되어 있었지만, 너무 화려하다는 비판을 받았다. 1943년에는 장식의 일부가 제거되기도 했지만, 1998년 사이공 300주년을 기념해 시가 복원했다. 현재 극장은 500석을 갖고 있다.

## 역사
코친차이나 침공 후 1863년 프랑스 정착민들은 극단을 사이공에 초대하여 팔레 드 로루로쥬(Place de l'Horloge, 현재의 시계광장)에 있던 프랑스 제독의 별장에서 프랑스군을 위한 위문공연을 했다. 이 위치는 현재 동코이 거리와 응우옌두 거리의 모퉁이에 해당한다. 그 직후 단기간, 현재 카라벨 호텔 자리에 가설 극장이 건설되었다. 1898년에 새로운 극장으로 사이공 오페라 하우스의 건설이 시작되어 1900년 1월 1일에 완성했다.
제1차 세계대전과 제2차 세계대전 동안 프랑스에서 사이공에 방문 극단의 왕복 교통비를 포함한 모든 비용은 코친차이나 총독 통치 하의 응우옌 왕조가 부담했다. 성장하는 중산층의 여가생활을 위해 설계된 극장임에도 불구하고 극장은 인기가 유지하지 못했고, 시내에는 나이트클럽이나 댄스홀이 급증했다. 이 기간 동안에는 콘서트와 베트남의 전통 뮤지컬인 까이르엉(Cải Lương) 공연이 가끔씩 열렸을 뿐이었다.
극장의 외관에 대한 비판이 치솟고, 운영비를 감안하여 응우옌 왕조 정부는 극장을 콘서트홀로 바꾸려고 했지만 실현되지 못했다. 대신 1943년 조각과 동상 등의 장식을 제거하여 극장은 깔끔한 모습으로 정비했다. 1944년 일본 제국 육군에게 연합군의 공습을 가하자 극장으로서의 기능은 정지되었다.
일본이 연합국에 항복하면서 프랑스는 코친차이나로 돌아왔다. 1954년 프랑스군이 〈디엔비엔푸 전투〉에서 비엣민에 항복하였고, 그해 〈제네바 협정〉에 합의했다. 이 때 극장은 북베트남에서 피난을 온 프랑스인 민간인들의 임시 피난 장소로 사용되었다.
1955년 극장이 복구되고, 베트남국에 이어 베트남 공화국 하원의회당이 되었다. 1975년 사이공 함락 후 다시 극장으로 사용되게 되었다. 1998년 사이공 창설 300주년을 기념하여 극장의 외관이 원래의 형태를 찾게 되었다.

## 같이 보기
- 하노이 오페라 하우스
- 하이퐁 오페라 하우스